# Ganfeng Lithium
Ganfeng Lithium Co. Ltd. est une entreprise chinoise productrice de lithium, de dérivés du lithium, d'autres métaux et des batteries en Chine continentale et dans le monde entier. Son siège est situé à Xinyu, dans la province du Jiangxi.

## Histoire
Elle a été fondée par Li Liangbin et Li Huabiao en 2000. 

## Production
Elle est le plus grand producteur de sel de lithium en Chine et le troisième producteur de sel de lithium au monde, ainsi que le deuxième plus grand transformateur de lithium au monde.

## Sites
L'entreprise exploite les mines de Lithium dans le monde :
- Argentine, Pozuelos-Pastos Grandes[2].
- Mali, région de Bougouni : mine de lithium de Goulamina[3].